# JMB KIPSカード
JMB KIPSカード（ジェイエムビー キップスカード）は、かつて、三菱UFJニコス株式会社が近畿日本鉄道株式会社（近鉄）および日本航空株式会社（JAL）と提携し発行していたクレジットカードである。

## 概要
三菱UFJニコスが近鉄と提携し発行する「KIPS-DCカード」に日本航空のJALマイレージバンク(JMB)の機能を加えたものであるが、「KIPS-DCカード」には存在しないゴールドカードも発行される。
2011年（平成23年）11月15日までは、「KIPS PiTaPaカード」と同時申込となり、「JMB KIPSカード」のみ申し込む事は出来なかったが、同年11月16日より、近鉄グループ各社参加の「KIPSポイントサービス」開始に伴い、JMB KIPSカードの単独発行も可能になった（同カード発行後に別途申し込みで「KIPS PiTaPaカード」を紐付けすることになる）。
なお「JMB KIPSカード」は、航空と関西の鉄道が提携する初のクレジットカードである（関東の鉄道に於いては、東日本旅客鉄道（ビューカード）が日本航空（JALカード）と提携し発行する「JALカードSuica」、東急（東急百貨店・東急カード）が日本航空（JALカード）と提携し発行する「JALカード TOKYU POINT ClubQ」「TOKYU CARD ClubQ JMB」、小田急電鉄が日本航空（JALカード）と提携し発行する「JALカード OPクレジット」がある）。
すでにJMBカードを持っている場合、「お得意様番号」を引き継ぐことができる。

## KIPSポイントとマイルの換算
KIPS PiTaPaカードで近鉄電車に乗ると、乗車月のポストペイ割引適用後の運賃200円（税抜）につき、1ポイントのKIPSポイントがたまる。また、クレジットでの買い物でもKIPSポイントがたまる（一般カードは1,000円＝5ポイント、ゴールドカードは1,000円＝10ポイント）ため、鉄道利用でもクレジット利用でもKIPSポイントがたまる。ポイントの計上は毎月15日（近鉄百貨店・近商ストア各店での利用分は即時）。
JMBのマイルに交換するには200ポイント以上の蓄積を条件として20ポイントを10マイルに、また、JMBの10,000マイルから10,000KIPSポイントに交換（ただし1年間に（4月～翌3月）2回を限度）することができる。
なお、2011年（平成23年）11月15日までは「近鉄ポイントプログラム」として、上記の利用条件において「きっぴぃポイント」が付与・利用できるサービスを行っていた。

## その他
KIPS PiTaPaカードでは、ジュニア･キッズカードは現在のところ発行されていない（「KIPS PiTaPaカード」の項目も参照のこと）。